# Pena capital en Japón
La pena capital es legal en Japón en caso de homicidio o traición. Entre 1946 y 1993, los tribunales japoneses condenaron a muerte a 766 personas, de los cuales fueron ejecutados 608. La pena de muerte se establece normalmente en los casos de asesinatos múltiples con factores agravantes.

## Sistema

### Directriz para sentenciar - El estándar Nagayama
En Japón, los tribunales siguen las pautas establecidas en el juicio de Norio Nagayama, un joven de 19 años de origen desfavorecido, que cometió cuatro robos y asesinatos en 1968 y finalmente fue ahorcado en 1997. El Tribunal Superior de Tokio originalmente lo había condenado a cadena perpetua, pero, en 1983, la Corte Suprema de Japón sostuvo que era un error y anuló esta sentencia, enviando a Nagayama de nuevo al corredor de la muerte.
El tribunal dictaminó que la pena se decidiría considerando el grado de responsabilidad penal y un criterio de nueve puntos. Aunque técnicamente no es un precedente, esta directriz ha sido seguida por todos los casos posteriores de pena capital en Japón. Los nueve puntos son los siguientes:
1. Grado de Crueldad
2. Motivación
3. Como se cometió el crimen; especialmente la forma en la que la víctima fue asesinada.
4. Resultado del crimen; especialmente el número de víctimas.
5. El sentir de los familiares de las víctimas.
6. Impacto del crimen en la sociedad japonesa.
7. Edad del acusado (en Japón, la mayoría de edad es 20).
8. Antecedentes penales del acusado.
9. Grado de remordimiento mostrado por el imputado.

El número de víctimas asesinadas es el criterio más importante para la imposición de la pena de muerte. Una sentencia de muerte dictada por un solo asesinato (incluidas las condenas anteriores) se considera "extraordinaria".
En 2012, un instituto de investigación afiliado a la Corte Suprema emitió un informe sobre la aplicación de la pena de muerte de 1980 a 2009. El estudio encontró que, si bien los fiscales rara vez exigen la pena capital en casos de asesinato único, se dictó en el 32% de esos casos. Por otro lado, los fiscales buscan la pena de muerte de forma casi sistemática en los casos de homicidio múltiple, y se dicta en el 59% de los casos de doble homicidio y en el 79% de los casos en los que tres o más víctimas han sido asesinadas.
El estudio también encontró que la pena de muerte se dictaminó en todos los casos de asesinos condenados que volvieron a matar después de ser puestos en libertad condicional de cadena perpetua, y en todos los casos de robo y asesinato con tres o más personas asesinadas. Además, en 5 de los 10 casos de secuestro por rescate en los que una persona resultó muerta, los acusados fueron condenados a muerte.

### Aplazamiento de la ejecución
Según el artículo 475 del Código de Procedimiento Penal japonés, la pena de muerte debe ser ejecutada dentro de los seis meses posteriores al fracaso de la última apelación del preso. Sin embargo, el período que solicita un nuevo juicio o el indulto 
está exento de este reglamento. Por lo tanto, en la práctica, la estancia media en el corredor de la muerte es de entre cinco y siete años. Para algunos, la estancia se prolongó más de 30 años (Sadamichi Hirasawa murió de causas naturales a la edad de 95 años, después de esperar su ejecución durante 32 años).

### Proceso de aprobación
Tras el fracaso de la apelación final de proceso a la Corte Suprema los registros de todo el juicio se envían a la oficina de la fiscalía. Con base en estos registros, el fiscal jefe de la oficina de la fiscalía compila un informe para el ministro de Justicia. Este informe es examinado por el oficial de la Oficina de Investigación Criminal del Ministerio de Justicia. Se plantea la posibilidad de indulto y/o nuevo juicio, así como los posibles problemas legales que exigen un examen antes de que la ejecución sea aprobada. Este oficial es por lo general de la oficina de los fiscales. Una vez satisfecho, el oficial escribe una propuesta de ejecución, que tiene que pasar por el proceso de aprobación de la Oficina de Investigación Criminal, la Oficina de Libertad Condicional y Corrección de la Mesa. 
Si el condenado demuestra estar mentalmente incapacitado durante este proceso, la propuesta es devuelta a la Oficina de Investigación Criminal. La aprobación final está firmada por el ministro de Justicia. Una vez firmada la aprobación final, la ejecución se lleva a cabo en el plazo de una semana. Por el Reglamento de la sección del código penal 71, inciso 2, la ejecución no puede tener lugar en un día festivo, sábado, domingo, o entre el 31 de diciembre y 2 de enero. La fecha de ejecución se mantiene en secreto, incluso a la familia de los condenados y la familia de la víctima.

### Corredor de la muerte
Los condenados a muerte se encuentran dentro de los centros de detención de Sapporo, Sendai, Tokio, Nagoya, Osaka, Hiroshima y Fukuoka (Takamatsu es la 8.ª ciudad con sede de la Corte Suprema, pero por razones inexplicables el Centro de Detención Takamatsu no está equipado con una cámara de ejecución. Por consiguiente, las ejecuciones administradas por el Tribunal Superior de Takamatsu se llevan a cabo en el centro de detención de Osaka). Debido a que están en espera de ejecución, los condenados a muerte no están clasificados como prisioneros por el sistema judicial japonés. Los reclusos carecen de muchos de los derechos reconocidos a otros prisioneros japoneses. Se les mantiene bajo régimen de incomunicación y se les prohíbe la comunicación con sus semejantes. Se les permiten dos períodos de ejercicio a la semana. No se les permiten televisores y solo pueden poseer tres libros. Las visitas tanto por familiares como por representantes legales son poco frecuentes y supervisadas de cerca.

### Ejecución
Las ejecuciones se llevan a cabo en la horca y el fusilamiento en una cámara de la muerte en el Centro de Detención. Cuando una orden de muerte se ha emitido, el condenado es informado en la mañana de su ejecución. A los condenados se les da la posibilidad de elegir su última comida. La familia del preso y los representantes legales no son informados hasta después. Desde el 7 de diciembre de 2007, las autoridades publican los nombres, la naturaleza del delito y las edades de los presos ejecutados. A finales de enero de 2009, había 95 personas en espera de ser ejecutados en Japón. Los presos que serán ejecutados son llevados a "la sala de la muerte", un conjunto de salas donde se realizará el proceso de ejecución. Entre estas salas; hay una en la que el reo puede escribir un testamento y otra en la que puede tener un encuentro con un asesor espiritual. La sala donde se realiza la ejecución consiste en una habitación cuadrada de pequeño tamaño con paredes de madera y un cuadrado rojo en el suelo, que delimita la trampilla por la que caerá el condenado. El preso es colocado sobre la trampilla y una larga soga que cuelga del techo se le coloca en el cuello; a continuación, en la sala contigua 3 verdugos pulsarán cada uno un botón; pero solo uno de ellos accionará la trampilla, de este modo no pueden saber cual de ellos es el que ha accionado la trampilla y ha matado al preso, esto con el fin de evitar el remordimiento que puede conllevar. Una vez el botón es pulsado, la trampilla se abre y el preso cae a un sótano ubicado debajo. La caída es detenida por la soga, que provoca una muerte inmediata por rotura de cuello y asfixia.

## Pena de muerte a menores
Tras la firma de la Convención sobre los Derechos del Niño y del Pacto Internacional de Derechos Civiles y Políticos, que prohíbe las ejecuciones por delitos cometidos por menores de 18 años, Japón establece la edad mínima para la pena capital en 18 años. Aunque la pena de muerte para los menores (definidos en Japón como los menores de 20 años de edad) son raros, los que cometen crímenes capitales a la edad de 18 o 19 pueden ser legalmente condenados a muerte.
Nueve delincuentes juveniles han sido sentenciados a muerte desde 1966 y siete de ellos fueron ejecutados.
La más reciente sentencia de muerte contra menores fue aprobada por el Tribunal Superior de Hiroshima el 22 de abril de 2008. El acusado, Takayuki Fukuda, un mes después de cumplir los 18 años violó y mató a una mujer y asesinó a su bebé.

## Debate público
La pena de muerte es ampliamente apoyada por el público japonés - un estudio de 1999 del gobierno encontró que el 79,3 % de la población lo apoya. En 34 encuestas realizadas entre 1953 y 1999, el apoyo a la pena de muerte nunca ha caído por debajo del 50 por ciento. En un ensayo de 2003, un fiscal de Tokio presentó a la Corte una petición con 76.000 firmas como parte de un caso con sentencia de muerte.
Entre 1989 y 1993, cuatro de los sucesivos ministros de Justicia se negaron a autorizar las ejecuciones.
Hasta entonces, los grupos de campaña para poner fin a la pena capital eran marginales. Pero se unieron en una organización llamada Foro 90. A diferencia de los EE. UU., donde el gobernador de un estado puede emitir un perdón por cualquier crimen de Estado y el presidente puede perdonar un delito federal, en Japón, el ministro de Justicia tiene que firmar sentencias de muerte. No es raro que un ministro de Justicia no firme órdenes de ejecución, por convicciones políticas o religiosas o por antipatía personal a la firma de sentencias de muerte. Esto ha provocado cierto debate en Japón, acusando a los ministros de Justicia de descuidar su función pública. Por ejemplo, Seiken Sugiura, ministro de Justicia entre octubre de 2005 y septiembre de 2006, y seguidor de la escuela budista de la Tierra Pura, declaró públicamente el 31 de octubre de 2005 que no iba a firmar órdenes de ejecución. Dijo que "desde el punto de vista de la teoría de las civilizaciones, creo que la tendencia general desde una perspectiva a largo plazo será el de avanzar hacia la abolición". Unas horas más tarde, se retractó de la declaración, diciendo que representaba sus "sentimientos como individuo y [el comentario] no se hizo en relación con las obligaciones y responsabilidades de un ministro de Justicia, que debe supervisar el sistema jurídico". Sin embargo, nunca estuvo de acuerdo con las ejecuciones como ministro de Justicia.

### Apoyo
Los partidarios dicen que la pena capital se aplica con poca frecuencia y solo a aquellos que hayan cometido los crímenes más graves. En el debate de 1956, el asesino en serie Genzo Kurita, que también llevó a cabo violaciones y necrofilia, fue citado por la Dieta como ejemplo de un asesino extraño. Sin embargo, el escaso número de ejecuciones es debido a la rareza de los crímenes extremos en la sociedad japonesa y no a causa de una falta de voluntad de las autoridades para llevar a cabo las ejecuciones.
Cuando se reanudaron las ejecuciones en 1993, hubo un aumento de delincuencia en la calle en los años posteriores de la década de 1990. Se han endurecido las actitudes entre el público y la judicatura. Desde 1999, ha habido una serie de casos en los que los delincuentes condenados a prisión perpetua se les ha dado la pena de muerte después de que la fiscalía apelara con éxito a los tribunales superiores. 
El 18 de marzo de 2009, un tribunal de distrito condenó a muerte a dos hombres por el asesinato de Rie Isogai.

### Detractores
Amnistía Internacional afirma que el sistema judicial japonés tiende a confiar mucho en las confesiones y se ha objetado que estas pueden ser obtenidas bajo coacción. Los detenidos pueden estar hasta 23 días encarcelados en los centros de detención sin financiación de representación legal por parte del Estado. Suelen ser interrogados durante 12 horas al día: los abogados no pueden estar presentes, no hay grabaciones, y están sometidos a una presión constante para que confiesen. Una vez condenados, es muy difícil obtener un nuevo juicio y los presos pueden permanecer en el corredor de la muerte durante muchos años.
Amnistía Internacional también informa del abuso de sospechosos durante los interrogatorios. Hay informes de abuso físico, privación del sueño y negación de alimentos, agua y utilización de un inodoro. También se critica el hecho de que los reclusos suelen permanecer durante años, a veces décadas, en el corredor de la muerte, sabiendo que vienen las ejecuciones sin previo aviso y que cada día puede ser el último. Según Amnistía Internacional, el estrés intenso y prolongado provoca a muchos condenados a muerte un deterioro mental, sufriendo el llamado fenómeno del corredor de la muerte. La falta de un aviso por adelantado de las ejecuciones ha sido declarado por el Comité de Derechos Humanos de las Naciones Unidas como incompatible con los artículos 2, 7, 10 del Pacto Internacional de Derechos Civiles y Políticos.